# 8TV
8TV (stiliserat som 8tv) är en privatägd spansk TV-kanal, grundad 2001 i Barcelona i Katalonien. Den ägs av mediebolaget OC 2022. Kanalen sänder över Katalonien, Andorra och Franja de Ponent, och man producerar eller återutsänder mestadels familjeorienterade program som nyheter och underhållning. Det egenproducerade materialet har tal på katalanska, medan den större delen av inköpt film- och underhållningsmaterial sänds på spanska.

## Historia
Kanalen startade sina sändningar 2001 under namnet City TV. Två år senare skaffade man sig den enda tillgängliga marksända digital-TV-licensen.
Tidigt 2006 bytte kanalen namn till Td8, där d:et skulle syfta på digital. I november samma år antog man det nuvarande namnet 8TV, då stiliserat som 8tv. 2017 byttes dock logotyp till en där tv blivit versalt som TV.
Kanalen inledde sin verksamhet i och kring Barcelona. Sedan 2009 kan man nås av minst 95 procent av TV-tittarna i regionen Katalonien, och sedan 2011 av alla digital-TV-tittare i Andorra.
Från 2018 är Ramon Rovira kanaldirektör för 8TV. Rovira tillsattes på tjänsten för att försöka vända 8TV:s under senare år dalade tittarsiffror; systerkanalen RAC1 – där Rovira också är ny kanaldirektör – är samtidigt Kataloniens populäraste radiokanal.